# Effincourt
Effincourt är en kommun i departementet Haute-Marne i regionen Grand Est (tidigare regionen Champagne-Ardenne) i nordöstra Frankrike. Kommunen ligger i kantonen Poissons som tillhör arrondissementet Saint-Dizier. År 2022 hade Effincourt 56 invånare.

## Befolkningsutveckling
Antalet invånare i kommunen Effincourt
| Referens: INSEE |